# جوليس دي مارتينو
جوليس دي مارتينو (بالإنجليزية: Jules De Martino)‏ هو عازف قيثارة وموسيقي ومغني ومغن مؤلف بريطاني، ولد في 17 يوليو 1967 في وستهام ‏ في المملكة المتحدة.

## وصلات خارجية
- جوليس دي مارتينو على موقع ميوزك برينز (الإنجليزية)
- جوليس دي مارتينو على موقع ديسكوغز (الإنجليزية)